# Traubiinae
Traubiinae, podtribus lukovičastih geofita iz porodice zvanikovki, dio je tribusa Hippeastreae. 
U podtribus je uključeno nekoliko rodova

## Rodovi
1. Traubia Moldenke, 1 vrsta
2. Placea Miers, 6 vrsta
3. Phycella Lindl., 5 vrsta
4. Rhodolirium Phil., 2 vrste